# 言語の壁
言語の壁（げんごのかべ）または言葉の壁（ことばのかべ）は、主にコミュニケーションにおける言語的な障壁、すなわち、元々異なる言語（場合によっては方言さえも）を話す人々やグループが経験するコミュニケーションの難しさを指す比喩的な表現。

## コミュニケーション
通常、一方または両方の当事者が新しい言語を学習しない限り、コミュニケーションはほとんど行われないが、その学習には、多くの時間と労力を費やす必要がある。海外旅行をする人はしばしば言語の壁に遭遇する。
言葉の習得が面倒な大人になってから新しい国に来た人たちは、特に「言語の壁の克服」に苦労することがある。同様の問題は、通訳サービスに費用がかかり、確保が難しく、間違いを起こしやすい多国籍会議でも発生する。
1995年にカリフォルニア州立大学に入学した新入生のうち、2万4000人が英語が第二言語だと報告したが、これらの積極的でない英語話者のうち、大学レベルの英語に堪能だと判定されたのはわずか1000人だった(Kahmi – Stein & Stein, 1999)。このような数字を見ると、教育担当の図書館員にとって、言語がもたらしうる課題を認識することが非常に重要であることがわかる。留学生がアメリカの大学図書館を利用する上で、英語の使用が重要な問題となっていることは明らかである。言語の問題は、情報収集のスキルだけでなく、助けを求める行動にも影響する。英語が堪能でないことは、留学生が図書館を利用する際に、援助を求めたり受けたりすることに関連して、大きな懸念材料となりうる。元留学生が書いたLee (1991)では、留学生は従順な傾向があり、学校は英語圏で対等に競争できる場所の1つだと信じていると説明している。留学生は受容的でやる気がある。文章の構造と語彙の正確さにこだわる留学生にとって、このような単語や位置の変更には、英語を母語とする人たちよりもはるかに戸惑うことだろう。キーワード検索に必要な同義語の使用は、特に英語の語彙が少ない学生にとっては習得が困難である (F. Jacobson, 1988)。2012年、ロゼッタ財団は4月19日を国際的な「言語の壁のない日」と宣言した。その日の背景にある考え方は、それが障壁となるのは言語ではないという事実、つまり、言語は取り除かれるべきものではなく、障壁でもなく、むしろ称賛されるべきものであるということについて国際的な認識を高めることである。コミュニティが言語を超えて情報にアクセスし、共有することを妨げる障壁は、翻訳サービスへのアクセスである。毎年この日を祝うのは、グローバルコミュニティの翻訳活動に対する認識を高め、成長させることを目的としている。表現は言語の壁を越えることができる。表現の芸術は、言語の壁を超える。言語の壁は、医療を求める人にとっても、患者と医師のコミュニケーションを損なう懸念がある。自分の考えを医師に伝えられず、医師の言うことが理解できない患者は、医療の質が低下することも少なくない。このような違いは、翻訳サービスや医師のための言語教室などの方法で克服することができる(Rand, 1998)。

## 移民
言語の壁は移民にも影響を与える。ある国からの移住者は、その国と同じ言語を話す国を移民先として移住する可能性がはるかに高い。そのため、イギリスからの移民の多くはオーストラリア、カナダ、アメリカ、ニュージーランドへ、スペインからの移民の多くはラテンアメリカへ、ポルトガルからの移民の多くはブラジルへ移住している。移民先の国が移民の言語を話さない場合でも、移民の言語と関連のある言語を話す国であれば、移民を受け入れる可能性が高くなる。最も分かりやすい例は、ヨーロッパ人のアメリカ大陸への大移動である。ゲルマン語派の英語が主流のアメリカ合衆国には、ゲルマン語系の言語が話されていたり、親しまれたりしていた北欧からの移民が主に集まった。アメリカでは、ドイツ語、アイルランド語、英語を背景とする人が最も多く、スカンジナビア系移民の大部分もアメリカ（または英語圏のカナダ）に移住している。現在、イタリア系の人々は、アルゼンチン、ウルグアイではスペイン系、ブラジルではポルトガル系に次いで第2位の民族的背景となっているが、米国ではヨーロッパ系グループの中で第4位である。過去10年間、ルーマニア人は主にイタリアとスペインを移住先として選んでおり、西ヨーロッパ最大の国であるドイツは第3位に甘んじている。

### 解決策としての補助語
1800年代後半から、言語の壁を克服するために補助語が登場した。それらは伝統的に個人またはグループによって書かれたり、構築されたりしていた。もともと、コミュニケーションを取りたい2人の人間が、難なく補助語を習得し、その言語を使ってお互いに話したり書いたりできるという考えだった。
20世紀の前半に、補助語への2番目のアプローチが登場した。最も広く話されている言語にはすでに多くの共通の単語があるため、補助語を構築する必要はない。これらの単語は、単純な言語に発展させることができる。多くの国の人々は、この言語を読んだり聞いたりしたときに、その言葉が自分の言語にも出てくるので、理解することができる。このようにして、これまでの補助言語の問題点であった、コミュニケーションをとるためには、その言語を学ぶように相手を説得しなければならないという問題を解決することができた。また、新しい補助言語は、民族の言語を早く習得したり、自分の言語の理解を深めるためにも使われた。
伝統的な補助語の例としては、エスペラント、イド、ヴォラピュクなどがあり、schematic languageと呼ばれることもある。naturalistic languageと呼ばれることもある新しいアプローチの例としては、インターリングア、インターリング、無活用ラテン語である。現在、広く使われているのはエスペラントとインターリングアだけだが、イドも使われている。
2番目のアプローチをさらに推し進めたのが、いわゆるゾーン言語と呼ばれる、特に非常に近縁な言語を話す人のための言語である。同じ語族の言語は、すでにある程度の相互理解性があるため、受容バイリンガルは、その共通性に基づいた言語を、事前の学習なしに理解できるようにすべきだという考え方である。最も広く使われている例は、インタースラーヴィクである。

### 米国への留学生にとっての言語の壁
現在、海外留学を希望する学生が増えている。海外旅行の他の課題と並んで、言語の壁は、特にアメリカへの留学生にとって最大の問題の一つとなっている。無力感や過剰なストレスなど、言語の壁により留学生に起こった問題を示す多くの研究がある。Selvaduraiは、1998年に発表した研究の中で、留学生の、言語の壁、教室の雰囲気を読むこと、教員と学生の関係の難しさの問題に言及している。すべての要因の中で、言語は「留学生が最初にぶつかる壁」だと述べている(154)。ブリティッシュコロンビア大学のカウンセリング講師であるChenによると、言語の壁は留学生に不安をもたらすだけでなく、第二言語に対する不安、教育的ストレス要因、社会文化的ストレス要因が、Chenによって留学生の3大課題として挙げられている(51-56)。さらに、留学生は社会的孤立、偏見、差別を経験する可能性も高い。「留学生は、米国人の否定的な態度や文化的感受性の欠如を、グループ間の関係を成功させるための最大の障害と認識していると評価している。」これらの学生は、第二言語能力の不足から偏見、孤立、差別に直面することが多く、それが心理的な問題を引き起こす。留学生は、「ぎこちなさ、不安、自意識、防衛、疑念、敵意、優越感」などのネガティブな問題と、「称賛、尊敬、幸福感、快適さ、自信、興味、好奇心、インスピレーション」などのポジティブな結果を経験したことを挙げている。留学生が社会的に異なる環境に溶け込むために、学者たちが議論してきたアドバイスがある。留学生が経験するストレスを軽減するために、前向きな姿勢で問題に対処することを提案している学者もいるし、特にオリエンテーション期間中に問題解決のためのリソースにアクセスするようアドバイスしている学者もいる (Olivas and Li 219-220)。S.G.ネルソン教授が1991年に著書「How Language is Life」の中で述べているように、「言語は、単語の語彙以上のものである。言語とは、人々が自分の感情を表現し、個性を示す方法であり、異なる年齢層が一緒にいるときには、すべての年齢層の人々が他のグループの周りでの振る舞い方を学ばなければならない。」

### 植民地化後の言語優位
ナイジェリアはイギリスの植民地だったため、英語の使用を余儀なくされた。ナイジェリア人は固有の言語ではなく英語を話し、上流階級の間では英語の使用が急速に広まっている。教育における英語の役割は重要であり、英語が印刷媒体を支配している。ナイジェリアの教育ではナイジェリアの言語が使われているが、ほとんどのナイジェリア人は英語の方が読み書きできる。
また、他の英国連邦や過去に植民地化された国でも例が見られる。また、植民地化されていない国でも、ボツワナのように経済が発展しておらず、教育も限られていて基礎的なものしか受けられない国では、よく使われている。英語以外の例としては、アンゴラのポルトガル語、モーリシャスのフランス語などがある。

## 用語の他の使用法
- SILは、話者の言語が書記化されていない場合、「言語は読み書きの主要な障壁」と論じている[6]。

## 誤解
複数の言語が存在する環境では、複数の言語の壁が存在するものだと考えられがちである。多言語社会には、一般的にリングワ・フランカと、構成員が社会に適応するために更に一つ以上の言語を学ぶという伝統があり、理解の壁を完全に取り除くわけではないが、越えられない言語の壁という概念を覆す。
例えば、ロンドンだけで推定300の異なる言語が話されているが、大抵どの民族もどうにかイギリス社会に溶け込み、生産的な構成員となっている。